# Mircea Pavlu
Mircea Pavlu (n. 29 noiembrie 1941) a fost un deputat român în legislatura 1990-1992 ales în municipiul București pe listele partidului FSN. Deputatul Mircea Pavlu l-a înlocuit pe deputatul Dorin Sarafoleanu, după demisia acestuia la data de 13 septembrie 1990. În legislatura 1992-1996, Mircea Pavlu a fost ales pe listele PDSR. Mircea Pavlu este inginer, absolvent al Institutului Politehnic din București.